# Nuevo Paraíso (Tabasco)
Nuevo Paraíso es una localidad del municipio de Balancán ubicado en la subregión de los Ríos del estado mexicano de Tabasco.

## Geografía
La localidad se ubica a 39.8 kilómetros (en dirección este) de la localidad de Balancán de Domínguez, la cabecera y lugar más poblado del municipio. Se sitúa en las coordenadas geográficas 17°46′43″N 91°09′42″O / 17.778611, -91.161667, a una elevación de 20 metros sobre el nivel del mar.

## Demografía
Según el Conteo de Población y Vivienda 2020, efectuado por el Instituto Nacional de Estadística y Geografía, la localidad de Nuevo Paraíso tiene 11 habitantes, de los cuales 4 son del sexo masculino y 7 del sexo femenino. Su tasa de fecundidad es de 3.75 hijos por mujer y tiene 4 viviendas particulares habitadas.
| Gráfica de evolución demográfica de Nuevo Paraíso entre 1990 y 2020 |
|                                                                     |
| INEGI.                                                              |